# Žiželice (okres Kolín)
Žiželice jsou obec ležící v okrese Kolín asi dvacet kilometrů severovýchodně od Kolína. Mají přibližně 1 800 obyvatel a jejich katastrální území má rozlohu 1859 hektarů. Součástí obce jsou i vesnice Hradišťko II, Končice, Kundratice, Loukonosy, Pod Vinicí a Zbraň.
Žiželice leží v katastrálním území Žiželice nad Cidlinou o rozloze 5,28 km².

## Název
Název vesnice je odvozen ze jména Žužela ve významu ves lidí Žuželových. V historických pramenech se jméno vsi objevuje ve tvarech: „de villa Zuzelic“ (1052), Zuzelicz (1299, 1354, 1367, 1379, 1395), Suzelicz (1310), Zyzielicz (1384), u Žiželic (1454), Zizielicze /1517), Ziželýcze (1654), Žželicze a Schysselicze (1790), Žiželitz (1835) a Žiželice (1848). Ottův slovník je uvádí jako město s názvem Žiželice nad Cidlinou. 

## Historie
První písemná zmínka o obci pochází z roku 1052. Už ve 13. století byl vystavěn první kostel svatého Prokopa. V roce 1299 Dětoch z Hradištka, majitel nedalekého hradu Hradišťka, převedl starou vesnici na emfyteutické právo.
Traduje se, že roku 1321 Dětoch povýšil Žiželice jako odměnu za pomoc při obraně hradu na poddanské městečko s různými privilegii a městským znakem. S tím je spojováno rozdělení obce z původních částí Velké a Malé strany na samostatné vsi Končice a Žiželice, neboť obyvatelé Velké strany (dnešních Končic) odmítli Dětochovi pomoc a tato část vsi tak nebyla na město povýšena. Městská práva byla postupně rozšiřována o práva trhové, mýtné i hrdelní a potvrzována i dalšími panovníky. Po velkých požárech v 18. a 19. století bylo město obnoveno v menším rozsahu, na významu ztratilo též odmítnutí, vedení železniční trati z Prahy do Hradce Králové ve 2. polovině 19. století a ztracený městský status již nezískalo. Roku 1499 jsou Žiželice zmiňovány jako městečko,  roku 1852 údajně byly povýšeny na město.
V 18. století byla postavena budova radnice. Obec dvakrát vyhořela: v letech 1799 a 1833.

### Územněsprávní začlenění
Dějiny územněsprávního začleňování zahrnují období od roku 1850 do současnosti. V chronologickém přehledu je uvedena územně administrativní příslušnost obce v roce, kdy ke změně došlo:
- 1850 země česká, kraj Jičín, politický okres Nový Bydžov, soudní okres Chlumec[9]
- 1855 země česká, kraj Jičín, soudní okres Chlumec
- 1868 země česká, politický okres Nový Bydžov, soudní okres Chlumec
- 1939 země česká, Oberlandrat Kolín, politický okres Nový Bydžov, soudní okres Chlumec nad Cidlinou[10]
- 1942 země česká, Oberlandrat Hradec Králové, politický okres Nový Bydžov, soudní okres Chlumec nad Cidlinou[11]
- 1945 země česká, správní okres Nový Bydžov, soudní okres Chlumec nad Cidlinou[12]
- 1949 Hradecký kraj, okres Nový Bydžov [13]
- 1960 Středočeský kraj, okres Kolín
- 2003 Středočeský kraj, obec s rozšířenou působností Kolín

### Rok 1932
Ve městě Žiželice (1525 obyvatel) byly v roce 1932 evidovány tyto živnosti a obchody:
- Instituce a průmysl: poštovní úřad, telegrafní úřad, telefonní úřad, četnická stanice, katolický kostel, společenstvo krejčí, obuvníků, potravních a obchodních živností, tkalců a truhlářů, sbor dobrovolných hasičů, výroba cementového zboží, velkoobchod s čajem, 2 mlýny, pletárna, výroba prášku do pečiva, 7 tkalcoven smyčkového zboží, továrna na vosky na parkety.
- Služby (výběr): 2 lékaři, zubní lékař, autodoprava, biograf Sokol, 2 drogerie, 2 hodináři, 9 hostinců, kapelník, kartáčník, 2 kloboučníci, 2 malíři pokojů, lakýrník, 2 mechanici, obchod s obuví Baťa, obchod s papírem, preparátor, pumpař, Spořitelní a záložní spolek, zahradnictví, zednický mistr, obchod železářský.

## Doprava
Dopravní síť
- Pozemní komunikace – Do obce vedou silnice III. třídy. Okolo obce vede dálnice D11, nejbližší exit 62 (Chlumec nad Cidlinou) je ve vzdálenosti 4 km.
- Železnice – Železniční trať ani stanice na území obce nejsou. Nejbližší železniční stanicí je Převýšov ve vzdálenosti 3 km ležící na trati 020 z Velkého Oseka do Chlumce nad Cidlinou.

Veřejná doprava 2011
- Autobusová doprava – Z obce vedly autobusové linky např. do těchto cílů: Býchory, Kolín, Týnec nad Labem (dopravce Okresní autobusová doprava Kolín), Chlumec nad Cidlinou, Chvaletice, Kolín, Týnec nad Labem dopravce Veolia Transport Východní Čechy).

## Sport

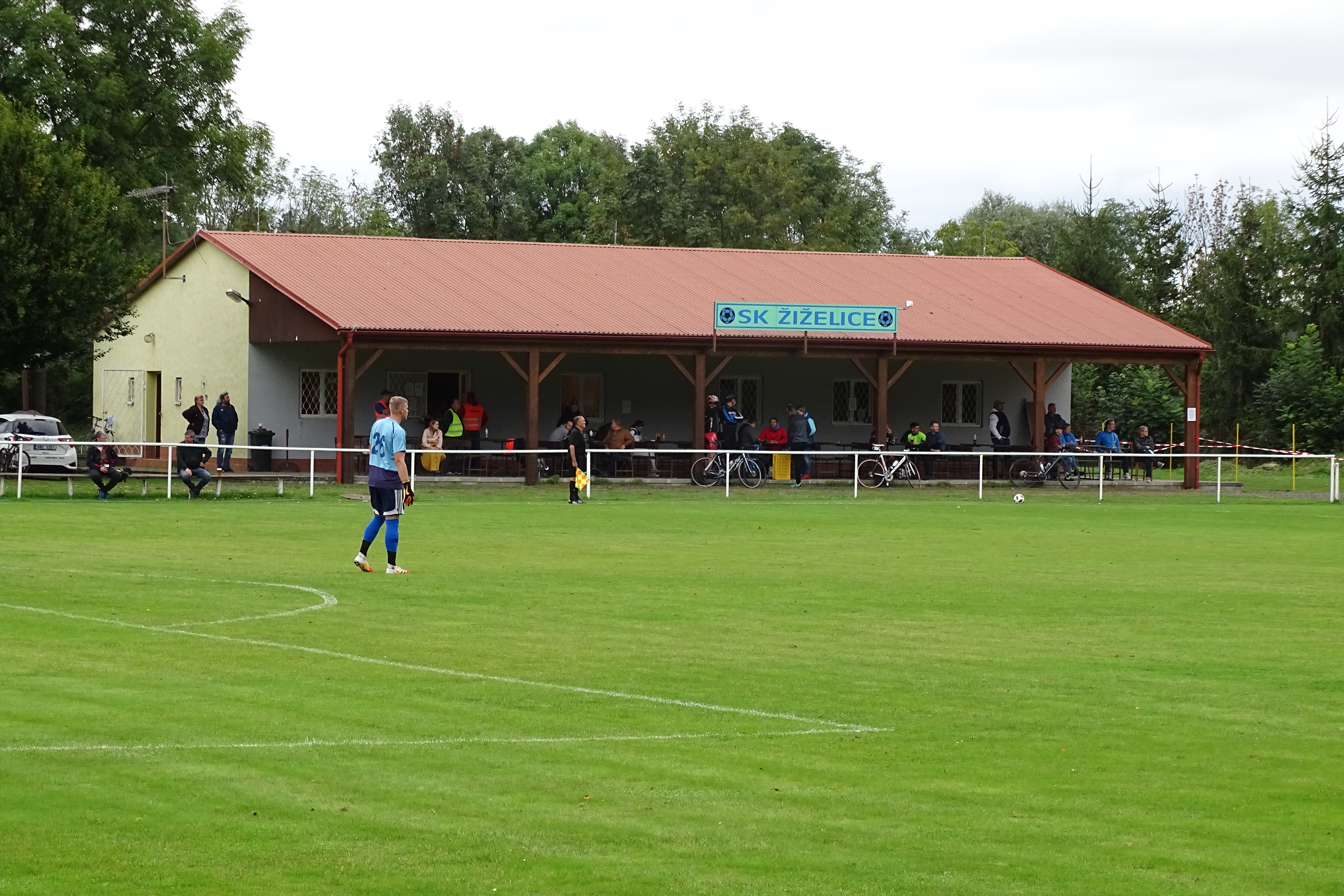
Fotbalové hřiště SK Žiželice

SK Žiželice  soutěž: Středočeský kraj  2021 A3C – FUMBI I. B třída skupina C

## Pamětihodnosti
- Lípa u kostela v Žiželicích
- Kostel svatého Prokopa
- Přírodní rezervace Louky u rybníka Proudnice

## Osobnosti
- Heřman Přerhof (1831–1867) – recitátor a organizátor besed
- Jaromír Kratochvíl (* 1922 v Žiželicích) – učitel a amatérský malíř
- Marie Bláhová (* 1944) – historička, archivářka, profesorka historie